# Lijst van vlaggen van Zweden
Dit is een lijst van vlaggen van Zweden.

## Nationale vlag (perFIAV-codering)
|          | Civiele vlag | Staatsvlag | Oorlogsvlag |
| -------- | ------------ | ---------- | ----------- |
| Te land  | · ?          | · ?        | · ?         |
| Te water | · ?          | · ?        | · ?         |

## Vlaggen van bestuurders
| Vlag | Periode | Functie | Beschrijving |
| --- | ------- | --- | ------------ |
| Standaard van de Koning van Zweden. | 1905 -  | Standaard van de Koning van Zweden. |              |
| Standaard van de Koningin van Zweden, en alle andere leden van het Zweeds Koninklijk Huis, of door een regent van koninklijken bloede. | 1905 -  | Standaard van de Koningin van Zweden, en alle andere leden van het Zweeds Koninklijk Huis, of door een regent van koninklijken bloede. |              |
| Persoonlijke commandovlag van de Koning van Zweden                                                                                     | 1943 -  | Persoonlijke commandovlag van de Koning van Zweden                                                                                     |              |

## Vlaggen van etnische en taalkundige minderheden
| Vlag                                                   | Periode      | Functie                                                | Beschrijving                                  |
| ------------------------------------------------------ | ------------ | ------------------------------------------------------ | --------------------------------------------- |
| Vlag van de Samen in Finland, Noorwegen en Zweden.     | 1986 - heden | Vlag van de Samen in Finland, Noorwegen en Zweden.     | Zie het artikel Vlag van de Samen             |
| Vlag van Tornedal.                                     | 2007 - heden | Vlag van Tornedal.                                     | Zie het artikel Vlag van Tornedal             |
| Vlag van de Finstalige Zweden (geen officiële status). | 2007 - heden | Vlag van de Finstalige Zweden (geen officiële status). | Zie het artikel Vlag van de Finstalige Zweden |